# تور (روسیه)
توِر (به روسی: Тверь) شهری در کشور روسیه و مرکز استان تور در این کشور است. این شهر بین سال‌های ۱۹۳۱ تا ۱۹۹۰ در دوره اتحاد جماهیر شوروی کالینین نام داشت. توِر در سال ۲۰۰۷ جمعیتی بالغ بر ۴۰۵ هزار نفر دارد. تور در شمال مسکو و در پیوندگاه رودهای ولگا و تورتسا واقع شده و در قرون وسطی پایتخت شاهزاده‌نشین تور به‌شمار می‌آمد.